# カナダ同盟
カナダ同盟（カナダどうめい 英語: Canadian Alliance）は、2000年から2003年までカナダに存在した保守主義政党。中西部三州であるマニトバ州、サスカチュワン州、アルバータ州を基盤としていた。正式な党名はカナダ改革保守同盟（英語: Canadian Reform Conservative Alliance）。

## 概説
2000年3月、カナダ改革党と他の保守主義者が結集して結成された。当初は、カナダ進歩保守党（以下、進歩保守党）も含む幅広い右派勢力結集を図ったが、市場原理主義を信奉し宗教右翼の立場から同性愛や妊娠中絶に否定的であった改革党に対する反発から進歩保守党は同盟への参加を拒否した。当初の党名は「カナダ保守改革同盟」（Canadian Conservative Reform Alliance）であったが、まもなく「カナダ改革保守同盟」に変更された。7月の党首選挙で牧師で同性愛・妊娠中絶反対や家族の価値重視などを主張する宗教右翼のストックウェル・デイが選出された。
2000年秋に行われた総選挙では、減税と連邦政府銃登録プログラム廃止、家族の価値重視などを訴えて選挙戦を戦い、一部の世論調査では30％台の支持を獲得するなど、政権奪回も夢ではないように思われた。しかし、改革同盟が公式には否定していた同性愛反対や妊娠中絶反対、健康保険の2種分割化など「隠しマニフェスト」を与党カナダ自由党から批判されるなどした結果、前回比で6議席増の66議席に留まり、目標としていた二大政党の一翼を担うまでには至らなかった。
2001年秋、デイ党首の指導力に対する不満から改革同盟の議員7名が離党し、「民主議員の会」（DRC）を結成した。これに対して進歩保守党はDRCと統一会派を組んで19議席に増やす一方、改革同盟に揺さぶりをかけた。そのため、デイ党首は党大会開催に追い込まれ、2002年4月の党首選でスティーブン・ハーパーに敗れることになった。デイが党首を退いた結果、DRCメンバーは2名を除いて改革同盟に復党した。
2003年5月、進歩保守党の党大会においてピーター・マッケイが党首に選出された結果、前任のジョー・クラーク党首時代には拒否していた進歩保守党と改革同盟の合併交渉が始まった。その後、マッケイ党首とハーパー党首は両党合併による保守党結成に合意した。合意についてのカナダ同盟の党員投票の結果、96％の賛成で12月5日に承認された。また進歩保守党も12月6日に各地で党大会を開催して90％の承認を得て、翌7日にカナダ保守党が結成され、改革同盟は発展的解消を遂げることになった。

## 総選挙における党勢推移
| 選挙   | 獲得議席／定数 |
| ------ | -------------- |
| 2000年 | 66 / 301       |